# Blaž Kavčič (politico)
Blaž Kavčič (Lubiana, 3 ottobre 1951) è un politico ed economista sloveno.
Esponente prima di Democrazia Liberale di Slovenia e poi del Partito della Gioventù - Verdi Europei, ha ricoperto l'incarico di presidente del Consiglio nazionale per due mandati consecutivi, dal 2007 al 2011 e dal 2011 al 2012.